# Баршув
Баршув (пол. Barszów) — село в Польщі, у гміні Польковиці Польковицького повіту Нижньосілезького воєводства.
У 1975-1998 роках село належало до Легницького воєводства.